# Serrasalmus geryi
Serrasalmus geryi är en fiskart som beskrevs av Michel Jégu och Santos, 1988. Serrasalmus geryi ingår i släktet Serrasalmus och familjen Characidae. Inga underarter finns listade i Catalogue of Life.